# Breynia discigera
Breynia discigera är en emblikaväxtart som beskrevs av Johannes Müller Argoviensis. Breynia discigera ingår i släktet Breynia och familjen emblikaväxter. Inga underarter finns listade i Catalogue of Life.